# Шнейрла, Теодор
Теодор Кристиан Шнейрла (нем. Theodore Christian Schneirla; 23 июля 1902 — 19 августа 1968) — американский энтомолог и зоопсихолог.

## Биография
Родился в Мичигане в семье мелкого фермера. Окончил Мичиганский университет, после чего с 1927 г. и до конца жизни преподавал в Нью-Йоркском университете, одновременно работая в Американском музее естественной истории, где к концу жизни занимал должность руководителя Отдела поведения животных.
Изучал особенности группового поведения кочевых муравьёв, для исследования которых совершил как минимум 15 экспедиций в разные области США, Мексики, Панамы, Таиланда и Филиппин.
Автор фундаментальной книги «Основы зоопсихологии» (англ. Principles of animal psychology; 1935, в соавторстве с Норманом Майером), заложившей основания этой дисциплины в США.

## Труды
- «Army ants; a study in social organization.» (Schneirla, T. C.; Edited by Howard R. Topoff). — San Francisco, W. H. Freeman, 1971. — 349 p. — ISBN 0-7167-0933-3